# Hecla-und-Fury-Inseln
Die Hecla-und-Fury-Inseln (Hecla and Fury Islands) sind eine kleine Inselgruppe im Golf von Boothia im Norden Kanadas. Die Inselgruppe besteht aus den beiden größeren, namengebenden Inseln sowie zwei kleineren Eilanden. Die Gesamtfläche beträgt etwa 2 km². Sie gehören zu Nunavut, genauer zur Census division Kitikmeot, Unorganized.
Entdeckt wurden die Inseln von John Ross am 24. September 1829. Da sie sich auf der gleichen geographischen Breite wie die östlich gelegene Fury-und-Hecla-Straße befinden, benannte Ross sie danach. Beide Namen gingen auf Schiffsnamen des Polarforschers William Edward Parrys zurück. Die dritte Insel nannte er nach Isabella Louisa, Parrys Frau, Lady Parry. Sie wurden bereits 1839 in Traugott Brommes Nordamerika's Bewohner, Schönheiten und Naturschätze erwähnt, allerdings kannte er nur drei Inseln.